# Leandre Jover i Peix
Leandre Jover i Peix   (1846 - Barcelona, 19 de novembre de 1910), fou un banquer català.

## Biografia
Fill de Josep Jover i Sans i Antònia Peix i Traveria, es va casar amb Elisa Casas i Jover (1853-1927), pertanyent a una família de fabricants d'estampats.
La nissaga Jover era una família de comerciants provinent de Copons, que entre els segles xvii i xx havien liderat empreses mercantils a Barcelona i Valladolid. A la dècada del 1880 va fundar la Banca Jover, que va funcionar ininterrompudament durant dècades com un dels bancs familiars tradicionals catalans, i a partir del 1955 va passar a ser una societat anònima.
El 1902 era una de les personalitats que impulsaren la construcció a Barcelona del monument dedicat al metge i alcalde catalanista Bartomeu Robert.